# Oldřich Švarný
Oldřich Švarný (1. května 1920 Velké Němčice – 19. dubna 2011 Praha) byl český sinolog a fonetik. Specializoval se na fonologický systém moderní hovorové čínštiny a jeho přínos spočíval především v unikátním popisu její suprasegmentální roviny (tónu).

## Život
Oldřich Švarný měl těžké dětství a již v sedmi letech osiřel. Po absolutoriu gymnázia začal v roce 1939 studovat latinu a řečtinu na Masarykově universitě v Brně, studium však vzhledem k uzavření vysokých škol nacisty nedokončil. V letech 1939–1944 byl pracovně nasazen v nacistickém Německu, kde prostřednictvím konverzace se spolunasazenými dělníky studoval italštinu, španělštinu, francouzštinu, novořečtinu, angličtinu i ruštinu. Už tehdy se začal zajímat i o moderní hovorovou čínštinu, kterou studoval z Průškovy Učebnice mluvené čínštiny, která vyšla ve Zlíně v roce 1938. V roce 1945 se vrátil na Masarykovu univerzitu, tentokrát však již ke studiu angličtiny a ruštiny. Po ukončení studií v roce 1947 vyučoval tři roky tyto dva jazyky na několika středních školách v Brně.
V letech 1950–1952 absolvoval postgraduální studium čínštiny a fonetiky na filozofické fakultě Univerzity Karlovy. V roce 1951 začal také pracovat v Orientálním ústavu Československé akademie věd, kde jej Jaroslav Průšek mimo jiné pověřil zpracováním standardní české transkripce čínštiny. Ta se v České republice používá – spolu s pinyinem – dodnes. V roce 1952 obhájil doktorskou disertaci na téma Prozodické vlastnosti slabiky v čínštině a jejich modifikace v řeči souvislé. V roce 1955 strávil O. Švarný čtyři měsíce s delegací ministerstva školství v Čínské lidové republice, kde navázal kontakt s čínskými lingvisty Lǚ Shūxiāng (吕叔湘) a Xú Shìróng (徐世荣). Měl to být jeho jediný pobyt v Číně až do konce života.
V roce 1963 obhájil kandidátskou disertaci K otázce morfému a slova v moderní čínštině. Současně s tím až do roku 1964 na filozofické fakultě Univerzity Karlovy vyučoval fonetiku moderní čínštiny. V 60. letech krátkodobě působil v Londýně, Paříži a ve Spojených státech amerických. Zejména pobyt na univerzitách v Princetonu a Berkeley, kde spolupracoval s Williamem Shi-Yuan Wangem (Wáng Shìyuán 王士元) byl pro jeho studium fonetiky mluvené čínštiny zásadní.
Po vynuceném odchodu z Orientálního ústavu v roce 1976 se věnoval studiu dalších orientálních jazyků: sanskrtu, hebrejštiny, arabštiny, tibetštiny a vietnamštiny. Čínštinu začal vyučovat v Obvodním kulturním domě na Praze 6. Neúnavně pracoval na Učebním slovníku jazyka čínského původně zamýšleného jako třetí díl učebnice Úvod do hovorové čínštiny. Když byla v roce 1989 definitivně zamítnuta jeho žádost o uveřejnění, podepsal Chartu 77.
Po Sametové revoluci v listopadu 1989 byl O. Švarný politicky rehabilitován. V letech 1989–1991 vyučoval na Univerzitě Komenského v Bratislavě, v letech 1990–1997 znovu i na Univerzitě Karlově. Od roku 1994 přednášel na Filozofické fakultě Univerzity Palackého v Olomouci, nejprve v kabinetu Dálného východu při katedře romanistiky a od roku 2002 na Katedře asijských studií. Od konce 50. let prakticky nepřetržitě pracoval na rozsáhlém slovníku jednoslabičných sémémů moderní čínštiny, který zahrnuje detailní analýze rytmického členění cca 16 000 vět mluvené čínštiny. Toto jeho dílo je shrnuto do rozsáhlého projektu Učebního slovníku jazyka čínského, který vyšel v letech 1998–2000 na Univerzitě Palackého v Olomouci a zahrnuje mj. i gramatickou klasifikaci téměř 2 000 sémémů.

## Žáci
- Olga Lomová
- Hana Třísková
- David Uher
- Tereza Slaměníková